# Агуа-Гранде
А́гуа-Гра́нде (порт. Água Grande) — округ в государстве Сан-Томе и Принсипи. Расположен в северо-восточной части острова Сан-Томе. Площадь 17 км² (это наименьший округ в стране). Население 56 492 человек (2006) (самый большой показатель из всех округов). Административным центром округа является город Сан-Томе, одновременно являющийся столицей провинции Сан-Томе и всего государства. Кроме Сан-Томе в округе имеется город Пантуфу.
Изменение численности населения округа
- 1940 8 431 (13,9 % численности населения страны)
- 1950 7 821 (13,0 % численности населения страны)
- 1960 9 586 (14,9 % численности населения страны)
- 1970 19 636 (26,6 % численности населения страны)
- 1981 32 375 (33,5 % численности населения страны)
- 1991 42 331 (36,0 % численности населения страны)
- 2001 51 886 (37,7 % численности населения страны)